# Lucille Soong
Lucille Soong (n. 15 de agosto de 1938) es una actriz chino-estadounidense. Fue estrella invitada en varias series de televisión, incluyendo un papel recurrente en la telenovela de horario estelar de la ABC Desperate Housewives como antigua criada de Gabrielle Solís, Yao Lin. Soong. También ha aparecido en series como Passions, All About the Andersons, Huff, Coronation Street, Dharma & Greg, According to Jim y Fresh Off The Boat.
Ella ha mantenido un papel secundario en El prisionero de vendedora de flores.
Soong también ha actuado en la versión de 2003 Freaky Friday como mamá Pei-Pei. Otros créditos incluyen Genghis Khan, The Joy Luck Club, The Corruptor, Destino Persiguiendo y Nine Dead.

## Filmografía
- 1965 : Three Weeks of Love
- 1965 : Genghis Khan
- 1967 : The Mini-Affair
- 1970 : One More Time
- 1993 : The Joy Luck Club
- 1999 : The Corruptor, de James Foley
- 2003: Freaky Friday
- 2004 : Nora's Hair Salon
- 2005 : Sky High de Mike Mitchell: la cocinera
- 2005 : Just Like Heaven
- 2007 : Nancy Drew
- 2009 : Nine Dead: Nhung Chan
- 2025 : Freakier Friday

### Televisión
- 1963 : Ghost Squad
- 1967 : Adam Adamant Lives!
- 1967 : The Prisoner
- 1969 : Coronation Street
- 1969 : The Troubleshooters
- 1994 : Vanishing Son
- 1996 : Les Visiteurs du futur
- 1997 : Fired Up
- 2000 : La Vie avant tout
- 2000 : JAG
- 2000 : The Michael Richards Show
- 2001 : Passions
- 2001 : Dharma & Greg
- 2003 : Freaky Friday
- 2003 : All About the Andersons
- 2004 : Huff
- 2004 : Desperate Housewives
- 2005 : According to Jim
- 2006 : The King of Queens
- 2015 : Fresh Off The Boat